# 2022
Évszázadok: 20. század – 21. század – 22. század
Évtizedek: 1970-es évek – 1980-as évek – 1990-es évek – 2000-es évek – 2010-es évek – 2020-as évek – 2030-as évek – 2040-es évek – 2050-es évek – 2060-as évek – 2070-es évek
Évek: 2017 – 2018 – 2019 – 2020 –  2021 – 2022 – 2023 – 2024 – 2025 – 2026 – 2027
A 2022-es évben kezdődött meg a Covid19-pandémia miatt bevezetett korlátozások feloldása világszerte, az egyre szélesebb körökben elérhető vakcinák miatt. 2022 több nagy természeti katasztrófa éve is volt, hurrikánok mellett ebben az évben történt a 21. század addigi legnagyobb vulkánkitörése, a Hunga Tonga–Hunga Haʻapai tenger alatti hegységben. Ezek mellett novemberben a világ népessége átlépte a 8 milliárd főt, illetve megkezdődött az Egyesült Államok több országgal közreműködésben létrehozott űrprogramja, az Artemis, aminek célja az emberiség visszajuttatása a Holdra.
Az évre jellemzőek voltak ezek mellett a háborúk. 2022 februárjában, miután elismerte a donyecki és luhanszki „népköztársaságok” függetlenségét, Oroszország megtámadta Ukrajnát, amire válaszként világszerte szankciókat vezetnek be az állam ellen. A háború a legnagyobb Európában a második világháború óta, több mint 15,7 millió ukrán polgárnak kellett elhagynia otthonát az ütközetek miatt. Mindezek eredményeként több száz nemzetközi cég elhagyta Oroszországot és eltiltották sportolóit világeseményektől. Ezek mellett Mianmarban folytatódtak a belső konfliktusok az előző évi puccsot követően, illetve a tigréi háborúban is több mint 10 ezren életüket vesztették. Iránban zavargások és emberjogi tüntetések törtek ki.
Magyarországon országgyűlési választást tartottak, amin a Fidesz–KDNP pártszövetség kétharmados többséget szerzett, a szavazatok 49,27%-át megszerezve. Ebben az évben lépett hivatalba Magyarország első női köztársasági elnöke, Novák Katalin is.

## Események

### Január

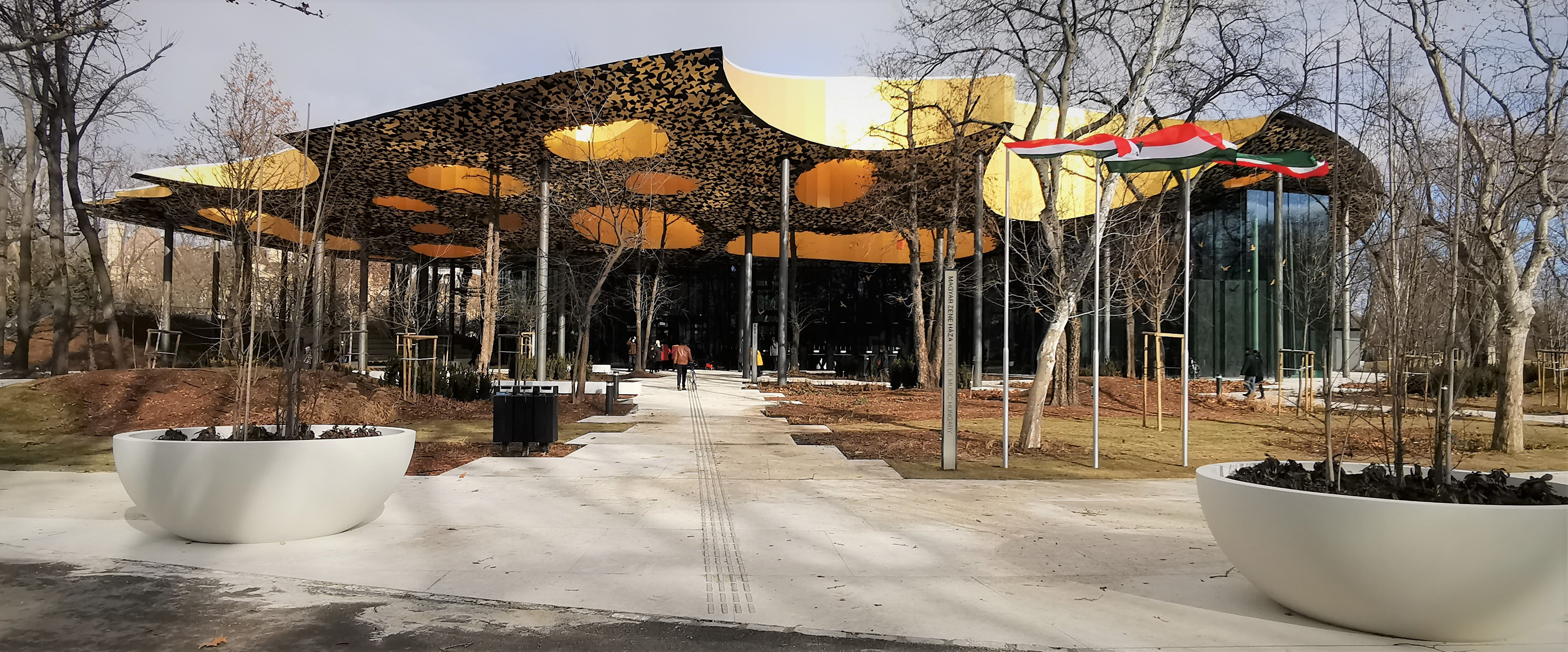
A Magyar Zene Háza

- január 1. – Franciaország veszi át az Európai Unió Tanácsának soros elnökségét Szlovéniától.[1]
- január 2.
  - A kazahsztáni Zsangaözen városában tiltakozások kezdődnek az autógáz (LPG) árplafonjának eltörlése és gáz árának hirtelen megemelkedése miatt.[2]
  - Abdalla Hamdok szudáni kormányfő – arra hivatkozva, hogy novemberi visszahelyezése óta nem tudott kormányt alakítani, ezért átadja a lehetőséget annak, aki képes véghezvinni a „civil demokratikus országhoz” vezető átmenetet – bejelenti lemondását.[3]
- január 5. – A zavargásokba torkolló demonstrációk miatt Kaszim-Zsomart Tokajev kazah elnök szükségállapotot hirdet ki az ország egész területére.[4] Lemond az Aszkar Mamin vezette kormány, és távozik Nazarbajev volt elnök is a Kazahsztán Biztonsági Tanácsának elnöki tisztségéből.[5]
- január 6. – 2500 orosz ejtőernyős katona érkezik Kazahsztánba, miután Tokajev segítséget kért a Kollektív Biztonsági Szerződés Szervezetétől.[5]
- január 11. – Áder János köztársasági elnök április 3-ra írja ki a 2022-es magyarországi országgyűlési választást.[6]
- január 12. – Orbán Viktor miniszterelnök bejelenti, hogy február 1-től korlátozzák a kristálycukor, a búzafinomliszt, a napraforgó-étolaj, a sertéscomb, a csirkemell és a 2,8 százalékos tehéntej árát, ezeknek a termékeknek az árát minden üzletben vissza kell vinni arra a szintre, ahol 2021. október 15-én állt.[7][8]
- január 18. – Roberta Metsola máltai képviselőt, az EP alelnökét választják az Európai Parlament elnökévé az elhunyt David Sassoli helyére.[9]
- január 22.
  - Budapesten átadják a Magyar Zene Házát.[10][11]
  - Friedrich Merzet 94,6%-os eredménnyel választja meg új elnökének – a digitálisan megtartott kongresszusán – a német kereszténydemokrata párt, a CDU. (Az ellenjelölt nélkül induló Merz korábban a tagság körében rendezett szavazáson már első helyen végzett, beiktatását azonban a kongresszusnak kellett megerősítenie.)[12]
- január 23. – Lemond tisztségéről Armen Szargszján örmény államfő, aki döntését azzal indokolta, hogy az alkotmány értelmében az elnöknek nincs valós beleszólási joga az ország bel- és külpolitikai ügyeibe.[13][14]
- január 24. – A hadsereg Burkina Fasóban megdönti Roch Kaboré elnök hatalmát, feloszlatja a kormányt és a nemzetgyűlést, valamint felfüggeszti az alkotmányt.[15]
- január 29.
  - Sergio Mattarella államfőt újraválasztják Olaszország köztársasági elnökévé.[16]
  - A Magyar Olimpiai Bizottság (MOB) közgyűlés Gyulay Zsolt kétszeres olimpiai bajnok kajakozót választja meg a szervezet új elnökének.[17]
- január 30. – Előrehozott parlamenti választás Portugáliában, melyen az António Costa miniszterelnök vezette Szocialista Párt arat győzelmet.[18]

### Február
- február 4.
  - Oroszország és Kína évi 10 milliárd köbméter gázra vonatkozóan 30 évre szóló gázszállítási keretszerződést ír alá.[19]
  - Elveszti a parlamenti bizalmi szavazást – a 2020 decembere óta hatalmon lévő – Zdravko Krivokapić vezette montenegrói kormány, miután a Demokrata Front nevű, Szerbia-pártinak tartott tömörülés koalíciós partnere, az Egyesült Reform Akció (URA) csatlakozott az ellenzékhez, és vele voksolt.[20][21]
- február 6. – II. Erzsébet királynő trónra lépésének 70. évfordulója. (A brit monarchia történelmében páratlan hosszúságú uralkodása több mint hat évvel szárnyalja túl Viktória királynőét.)[22] Ajánlásgyűjtés a Bosnyák téren

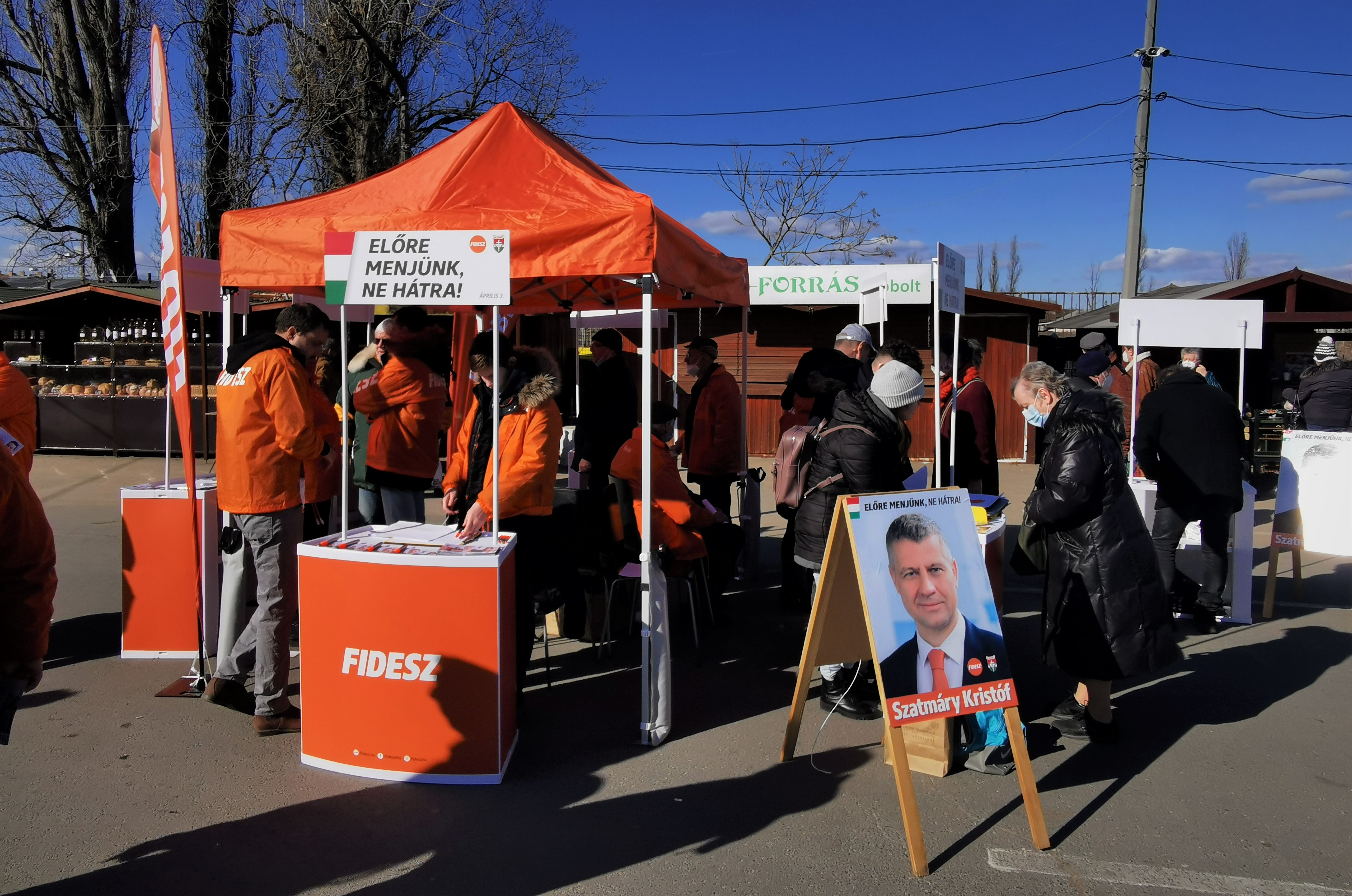
Ajánlásgyűjtés a Bosnyák téren

- február 12. – Magyarországon kezdetét veszi az országgyűlési választási kampány.[23]
- február 13. – A Szövetségi Gyűlés újabb öt évre Németország államfőjévé választja Frank-Walter Steinmeiert.[24]
- február 16. – Az Európai Unió Bírósága visszautasítja Magyarország és Lengyelország a jogállamisági mechanizmus végrehajtása ellen benyújtott keresetét.[25][26]
- február 20. – Etiópia részlegesen beindítja az áramtermelést a Kék-Níluson felépített Nagy Reneszánsz Gáton (GERD), amely számos vízelosztási vita forrása közte, Szudán és Egyiptom között.[27]
- február 21. – Oroszország elismeri a kelet-ukrajnai szakadár donyecki és luhanszki „népköztársaságok” függetlenségét és „békefenntartónak” nevezett csapatokat küld a területekre, ezzel új fordulópontjához ér az orosz-ukrán krízis.[28]
- február 22. – Az Európai Unió 27 tagállama, az Amerikai Egyesült Államok, az Egyesült Királyság és több más ország Oroszországgal szembeni szankciókat jelent be, válaszul az előző napi orosz akcióra.[29]
- február 24. – Oroszország megtámadja Ukrajnát.[30] (Az orosz offenzíva Fehéroroszországból, Oroszországból és a Moszkva által önkényesen elcsatolt Krím félszigetről indult meg,[31] melynek célja Ukrajna demilitarizálása, és „nácitlanítása”.[32] A támadást követően Volodimir Zelenszkij ukrán elnök bevezeti a hadiállapotot, melyet a parlament is jóváhagy,[33] közben Ukrajna megszakítja diplomáciai kapcsolatait Oroszországgal,[34] késő este pedig elrendelik az általános mozgósítást.)[35]
- február 26. – Az Európai Unió, az Egyesült Királyság, Kanada és az Egyesült Államok megállapodnak abban, hogy az Ukrajna orosz inváziójára válaszul több orosz bankot leválasztanak a SWIFT rendszerből.[36]
- február 27.
  - Az Európai Bizottság elnöke, Ursula von der Leyen bejelenti, hogy az Európai Unió (EU) fegyvereket küld Ukrajnába. (Az EU története során először finanszírozza fegyverek vásárlását és küldését egy megtámadott országba.)[37]
  - Vlagyimir Putyin orosz elnök elrendeli az orosz nukleáris erők készültségét, döntését a NATO agresszív kijelentéseivel indokolja.[38]
- február 28. – Az ENSZ jelentése szerint az orosz-ukrán háború kirobbanása óta több mint 500 000-en menekültek Ukrajnából a szomszédos országokba.[39]

### Március
- március 1.

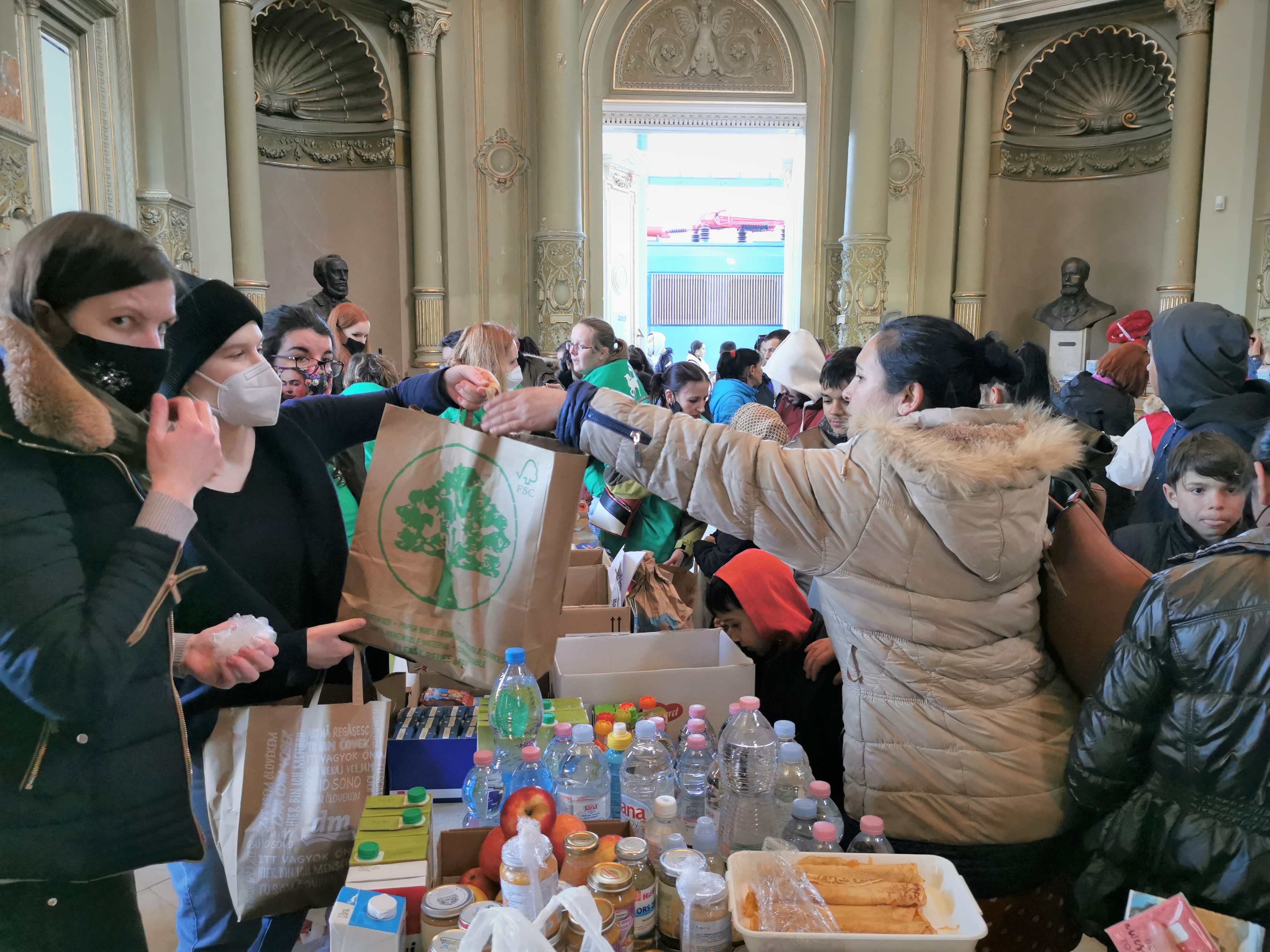
Ukrajnai menekültek a Nyugati pályaudvaron

  - A Telenor Magyarország Zrt. új néven, Yettel Magyarország Zrt.-ként, röviden Yettel néven folytatja működését.
  - Február 24-től március 1-ig 105 000 menekült lépi át a magyar határt Ukrajna felől.[40]
  - Az ENSZ tagállamai rendkívüli ülésen határozatot fogadnak el, amelyben elítélik Oroszország ukrajnai invázióját, és követelik az orosz erők azonnali kivonását.[41]
- március 2. – Oroszország az ukrajnai invázió során elfoglalja Herszon városát.[42]
- március 7. – Megjelenik az az Orbán Viktor miniszterelnök által aláírt rendelet, amely lehetővé teszi NATO-csapatok Dunántúlra történő települését és fegyverek szállítását Magyarország területén a szövetséges államokba (Ukrajna felé azonban nem).[43][44]
- március 8. –  A forint elleni 600 milliárd forint értékű spekulatív támadás megfékezése érdekében a Magyar Nemzeti Bank az egynapos és az 1 hetes fedezett hiteleszköz kamatát 100 bázisponttal 6,40 százalékra emeli fel.[45][46]
- március 9. – A dél-koreai elnökválasztáson Jun Szogjolt, a konzervatív Polgári Erő Pártja jelöltjét választják államfővé, mandátuma öt évre szól.[47]
- március 10. – A köztársaságielnök-választáson az Országgyűlés 137 szavazattal Novák Katalint választja Magyarország államfőjévé öt évre.[48]
- március 11.
  - Chilében beiktatják hivatalába Gabriel Boricot, aki fölényesen nyerte az előző év decemberi elnökválasztást.[49]
  - Egy feltehetően Ukrajnából indított és Magyarország felett is átrepülő Tu–141-es felderítő robotrepülőgép zuhan le Zágráb központjában.[50]
- március 12. – Előrehozott elnökválasztás Türkmenisztánban,[51] mely Gurbanguly Berdimuhamedow leköszönő államfő fiának, Serdar Berdimuhamedownak a győzelmével zárul.[52]
- március 18. – Törökországban átadják az 1915 Çanakkale nevű hidat, amely Európát és Ázsiát a Dardanellák fölött összekötve a világ legnagyobb támaszközű hídja.[53]
- március 23. – Vlagyimir Putyin bejelenti, hogy az Ukrajna ellen indított orosz háborúval összefüggésben barátságtalannak minősített országoktól Oroszország rubelben fogadja el a földgáz árát.[54]
- március 24. – Figyelemmel az Ukrajnában zajló háborúra Jens Stoltenberg hivatali idejét újabb egy évre meghosszabbítják a NATO főtitkári posztján, és így 2023. szeptember 30-áig marad a helyén. (Szeptemberben járt volna le főtitkári mandátuma.)[55]

### Április

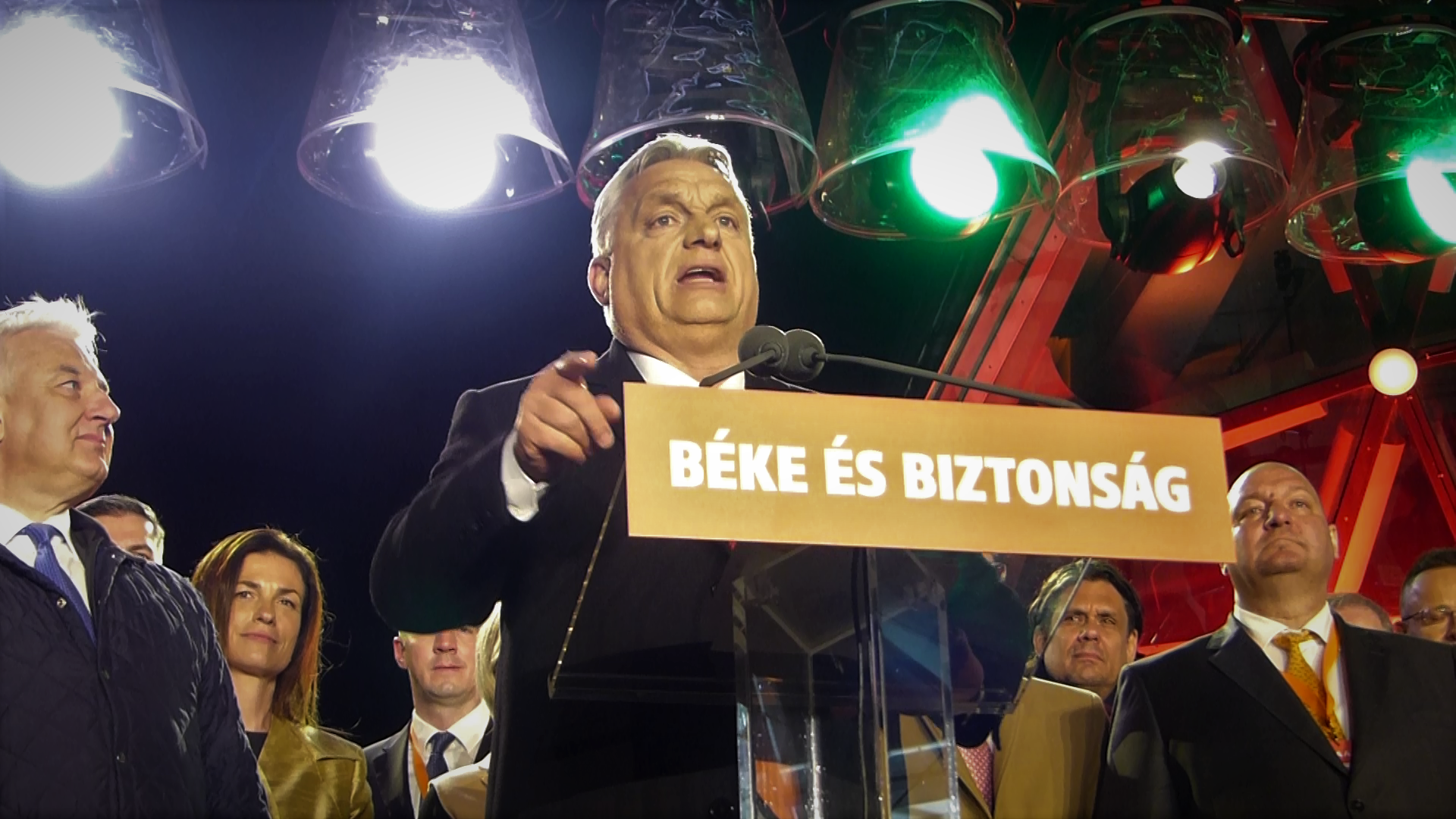
Orbán Viktor beszéde a FIDESZ negyedik 2/3-os győzelme után

- április 1. – Megjelennek az első híradások az orosz megszálló erők által elkövetett bucsai mészárlásról, miután az ukrán erők vették át az ellenőrzést a város felett.
- április 3.
  - Országgyűlési választás és az úgynevezett „gyermekvédelmi” népszavazás Magyarországon. (Az országgyűlési választáson a Fidesz-KDNP 135 mandátummal a parlamenti helyek kétharmadát szerzi meg, míg az Egységben Magyarországért pártszövetség színeiben 57 képviselő szerez mandátumot, a Mi Hazánk Mozgalom pedig 6 képviselővel jut be a parlamentbe. A népszavazás nem érte el az érvényességi küszöböt, így eredménytelen lett.)[56][57][58]
  - Általános választás Szerbiában.[59]
- április 5.
  - Súlyos vonatbaleset Mindszenten.[60]
  - Usrula von der Leyen, az Európai Bizottság elnöke bejelenti a Magyarországgal szembeni jogállamisági eljárás megindulását, amely európai uniós források felfüggesztését eredményezi.[61][62]
- április 7. – Lemond a teljes hatalmáról Abdurrabu Manszúr Hadi száműzetésben lévő jemeni elnök, aki egyúttal meneszti a helyettesét is, és a hatalmat egy nyolctagú tanács kezébe adja. (A tanács élére Rashad al-Alimi korábbi belügyminiszter került.)[63]
- április 9. – A pakisztáni törvényhozásban elveszti a bizalmatlansági szavazást Imrán Hán kormányfő. (Az indítvány elfogadására azt követően került sor, hogy az ország legfelsőbb bírósága kimondta, hogy a krikettsztárból lett politikus alkotmányellenesen járt el, amikor korábban megakadályozta az eljárást és feloszlatta a parlamentet.)[64]
- április 10. – A francia elnökválasztás első fordulója.[22] (A második fordulóba a hivatalban lévő elnök, Emmanuel Macron (az En Marche jelöltje), akinek első mandátuma 2022. május 13-ig tart, és 2017 után ismét Marine Le Pen, a Nemzeti Tömörülés vezetője jutott.)[65]
- április 11. – Pakisztánban Shehbaz Sarífot, a háromszoros egykori miniszterelnök, Navaz Saríf öccsét választják meg kormányfőnek.[66][67]
- április 19. – Elhunyt Tanaka Kane, akit hivatalosan a világ legidősebb embereként tartottak nyilván. 119 éves volt.[68]
- április 24.
  - A francia elnökválasztás második fordulója, mely a hivatalban lévő elnök, Emmanuel Macron győzelmével zárul.[69]
  - Parlamenti választás Szlovéniában,[70] melyen a Szabadság Mozgalom (GS) 34,5%-kal végez az élen, megelőzve a Janez Janša kormányfő mögött álló Szlovén Demokrata Pártot (SDS). (Az SDS a voksok 24%-át kapta meg.)[71]
- április 25. – A Twitter igazgatótanácsa elfogadja Elon Musk ajánlatát a vállalat megvásárlására.[72]
- április 29. – Áder János köztársasági elnök felkéri az új kormány megalakítására Orbán Viktort, a 2022-es országgyűlési választáson győztes Fidesz–KDNP-pártszövetség miniszterelnök-jelöltjét.[73]
- április 30. – Részleges napfogyatkozás a Csendes-óceán délkeleti része és Dél-Amerika déli része felett.[74]

### Május
- május 1. – Baja és Esztergom megyei jogú várossá váltak.
- május 2. – Az új összetételű Országgyűlés alakuló ülése.[75] (Az Országgyűlés ismét Kövér Lászlót választotta házelnöknek,[76] míg az Országgyűlés háznagyává Mátrai Mártát.[77])
- május 3.
  - Orosz rakétatámadás éri a kárpátaljai Volócot, ez a 2022-es orosz invázió első orosz támadása Kárpátalja ellen.[78]
  - Ferenc pápa az amerikai Memphis címzetes érsekét, Michael Banacht nevezi ki Magyarország apostoli nunciusává.[79]
- május 7. – Beiktatják hivatalába Emmanuel Macron francia elnököt, aki a második ötéves megbízatását kezdhette meg.[80]
- május 8. – Hongkong új kormányzójává választja a pekingi vezetés által jóváhagyott személyekből álló, 1500 fős elektori kollégium John Leet.[81] (A hongkongi biztonsági hivatal korábbi vezetője az öt éves hivatali idejét július 1-jével kezdi meg, leváltva a posztról távozó Carrie Lamet.)[82]
- május 9.
  - A Fülöp-szigeteken a törvényhozás két házának tagjai mellett elnököt is választanak.[22] (Az elnökválasztással egyidejűleg megválasztották az alelnököt, valamint a parlamenti képviselőket és a szenátorok felét, továbbá 81 tartományi kormányzót és helyi tisztségviselőket. Az elnökválasztást az egykori diktátor fia, ifjabb Ferdinand Marcos nyerte a leköszönő elnök lányával, Sara Dutertével szemben.)[83]
  - Mahinda Radzsapaksza Srí Lanka-i kormányfő benyújtja lemondását, miután a hetek óta tartó viszonylag békés tüntetések erőszakossá váltak. (A távozását követelő tüntetők és a kormány támogatóinak összecsapásában többen megsérültek.)[84]
  - A kétszer kitöltött ötéves ciklusát követően távozik hivatalából Áder János köztársasági elnök.[85]
- május 10. – Hivatalba lép Novák Katalin köztársasági elnök, aki az első nő ezen a poszton.[86] (A beiktatási ceremóniára május 14-én, a Kossuth téren került sor.)[87]
- május 13. – A zágrábi parlament megszavazza azt a törvényt, amely kimondja, hogy Horvátország 2023. január 1-jével euróra cseréli a kunát.[88]
- május 15. – Parlamenti választás Libanonban, amely a Hezbollah síita szervezet és a vele szövetséges tömb vereségével zárul.[89]
- május 16.
  - Az Országgyűlés ötödszörre választja Orbán Viktort Magyarország miniszterelnökévé.[90]
  - Hivatalba lép Élisabeth Borne francia miniszterelnök.[91]
  - Orosz győzelemmel ér véget a mariupoli csata.[92]
- május 18. – Finnország és Svédország benyújtja csatlakozási kérelmét az Észak-atlanti Szerződés Szervezetéhez.[93]
- május 21. – Szövetségi választás Ausztráliában, mely a munkáspárt győzelmével zárult. (Scott Morrison és konzervatív kormánya 4 év után elveszítette a hatalmat a déli országban, annak ellenére, hogy pártja kilenc éven át folyamatosan vezette Ausztráliát.)[94]
- május 22. – Budapesten átadják a Néprajzi Múzeum új épületét, amely a Városliget kapujában, a Dózsa György út mentén épült fel.[95][96]

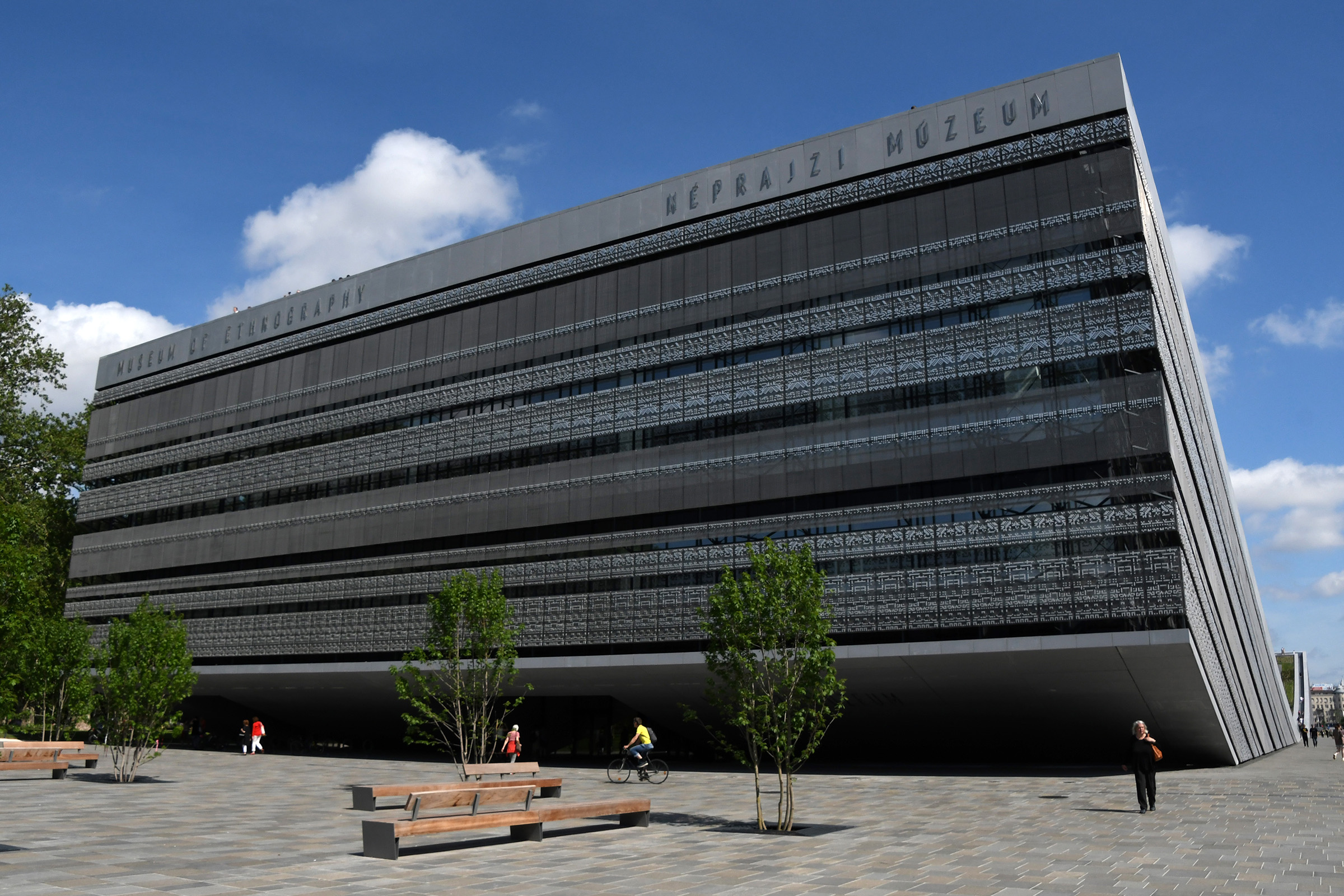
A Néprajzi Múzeum új épülete

- május 23. – Leteszi hivatali esküjét Ausztrália új miniszterelnöke, a munkáspárti Anthony Albanese.[97]
- május 24.
  - Leteszik esküjüket a ötödik Orbán-kormány miniszterei.[98]
  - Orbán Viktor miniszterelnök bejelenti, hogy Magyarország háborús veszélyhelyzetet hirdet az orosz-ukrán háború és a részben a konfliktus okozta gazdasági problémák miatt.[99][100]
- május 25. – A szlovén parlament Robert Golobot, az április 24-i szlovéniai általános választásokon győztes GS vezetőjét választja miniszterelnökké.[101]
- május 29. – A Momentum küldöttgyűlése Gelencsér Ferencet választja meg a párt új elnökévé.[102]
- május 31. – Müller Cecília országos tisztifőorvos bejelenti, hogy Magyarországon is megjelent a majomhimlő.[103]

### Június
- június 1. – Az Európai Bizottság jóváhagyja, hogy 2023-tól a horvát kunát az euró váltsa fel.[104]
- június 4. – Az albán parlament – az elnökválasztás negyedik fordulójában – Bajram Begaj vezérőrnagyot, vezérkari főnököt választja meg az ország új elnökének. (Begaj júliusban váltja fel a leköszönő elnököt, Ilir Metát.)[105]
- június 5. – Alkotmányozó népszavazás Kazahsztánban, melyen a szavazók 77%-a támogatta azt az alkotmánymódosítást, amelynek legfontosabb eleme az, hogy a 2019-ben lemondott 81 éves exelnök, Nurszultan Nazarbajev elveszti a „nép vezetője” címet. (Ez a titulus mindeddig lehetőséget nyújtott a korábbi államfő számára, hogy hivatalos tisztség nélkül is befolyásolja a legfontosabb döntéseket.)[106]
- június 8. – Lemond Jakab Péter a Jobbik elnöki posztjáról.[107] (A tisztújításig Potocskáné Kőrösi Anita vezeti a pártot, mint ügyvezető elnök.)[108]
- június 12. – Nemzetgyűlési választások első fordulója Franciaországban. (Emmanuel Macron Ensemble! (Együtt!) elnevezésű centrista koalíciója a szavazatok 25,75%-ával végzett az élen, míg a Jean-Luc Mélenchon által vezetett bal–zöld négypárti szövetségnek (NUPES) 25,66% jutott, ugyanakkor a szélsőjobboldali Marine Le Pen Nemzeti Tömörülése 18,68%-ot gyűjtött, a republikánusok pedig 10,42%-ot szereztek. Ennek ellenére az első fordulóban csak maroknyi hely sorsa dőlt csak el, így a június 19-ei második fordulót követően alakul ki a végleges eredmény.)[109]
- június 15. – Az amerikai Microsoft megszünteti az Internet Explorer böngészőprogram általános támogatását, és arra kéri a felhasználóit, hogy az utódjának szánt Edge szoftvert válasszák helyette.[22]
- június 19. – A francia nemzetgyűlési választások második fordulója,[110] melyben a centrista pátszövetsége, az Ensemble! (Együtt!) végez az első helyen, de így is elveszti az abszolút többséget a nemzetgyűlésben.[111] (Az újonnan megválasztott francia nemzetgyűlés alakuló ülésére június 28-án került sor.)[112]
- június 23. – Az Európai Tanács megadja Ukrajnának és Moldovának az Európai Unió tagjelölt státuszát.[113]

### Július
- július 1.
  - Csehország veszi át az Európai Unió Tanácsának soros elnökségét Franciaországtól.[114][115]
  - Bevezetik az új magyar gépkocsirendszámokat, amelyek egy betűvel hosszabbodnak meg.[116][117]
  - Jaír Lapid lesz Izrael miniszterelnöke, miután Naftáli Benet bejelentette, hogy szavazást ír ki a Kneszet feloszlatásáról és lemondott a miniszterelnöki tisztségéről.[118]
- július 2.
  - Fegyveres összecsapás tör ki Szabadka mellett migránsok két csoportja között.[119]
  - Gyöngyösi Márton európai parlamenti képviselőt választják meg a Jobbik új elnökének.[120]
- július 5. – A 30 tagállam NATO-nagykövete, valamint Finnország és Svédország külügyminisztere Brüsszelben aláírja a két országnak az Észak-atlanti Szerződés Szervezetéhez történő csatlakozásáról szóló jegyzőkönyvet.[121]
- július 7.– Bejelenti lemondását Boris Johnson brit miniszterelnök a Konzervatív Párt pártelnöki tisztségéről és a miniszterelnöki posztról, de utódja kiválasztásáig továbbra is helyén marad.[122]
- július 8. – Merénylet Abe Sinzó volt japán miniszterelnök ellen,[123] aki négy órával  később belehalt sérüléseibe.[124]
- július 10. – A Párbeszéd tisztújító kongresszusa Szabó Rebekát és Tordai Bencét választja a párt két új társelnökévé.[125]
- július 12. – Tüntetések indulnak Budapesten és Magyarország több nagyvárosában a kata-törvény módosítása ellen, amit az Országgyűlés még aznap meg is szavazott.
- július 23. – Orbán Viktor miniszterelnök Tusványoson elmondott beszédében az európai és az Európán kívüli népek keveredése ellen szólal fel. („Mi nem vagyunk kevert fajúak, és nem is akarunk azok lenni.”)[126]
- július 26. – Átadják a használatnak Horvátországban a Pelješac hidat.[127]
- július 31. – Kabulban amerikai dróntámadás végez Ajmán az-Zavahirival, aki 2011-ben, Oszáma bin Láden halála után vette át az al-Káida irányítását.[128]

### Augusztus
- augusztus 2. – Nancy Pelosi, az Egyesült Államok Képviselőháza elnökének tajvani látogatása a kínai–tajvani válság eszkalációjához vezet.[129]
- augusztus 8. – Az FBI házkutatást tart Donald Trump volt amerikai elnök floridai rezidenciáján, ahol 15 doboznyi iratot foglalnak le.[130]
- augusztus 9. – Kenyában elnökválasztást tartanak.
- augusztus 12. – New York államban, egy irodalmi fesztiválon megkéselik Salman Rushdie írót, A sátáni versek szerzőjét.[131]
- augusztus 17. – Izrael és Törökország helyreállítja 2018-ban megszakított diplomáciai kapcsolatait.[132]
- augusztus 27. – Az LMP tisztújító kongresszusán újra Schmuck Erzsébetet választják női társelnöknek, míg a férfi társelnök a párt frakcióvezetője, Ungár Péter lesz.[133]

### Szeptember

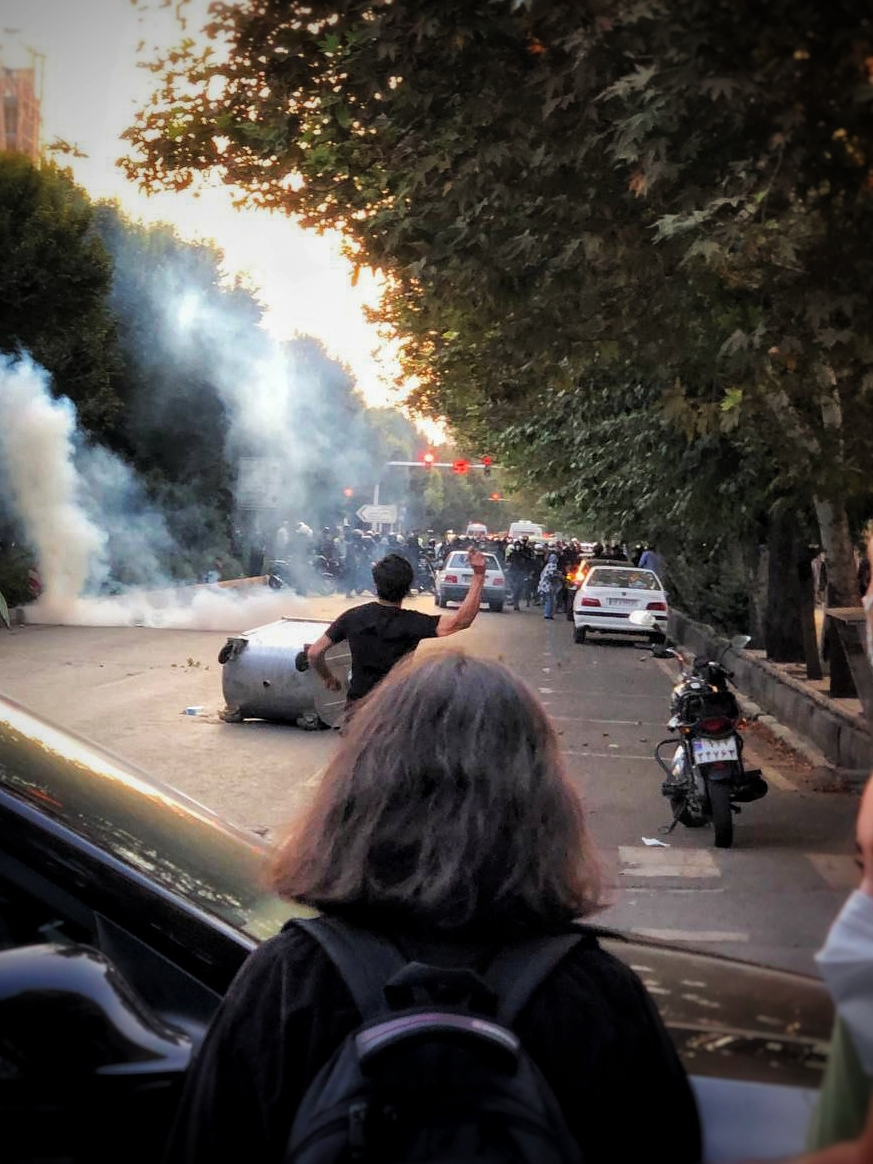
Tüntetők blokádja Teheránban

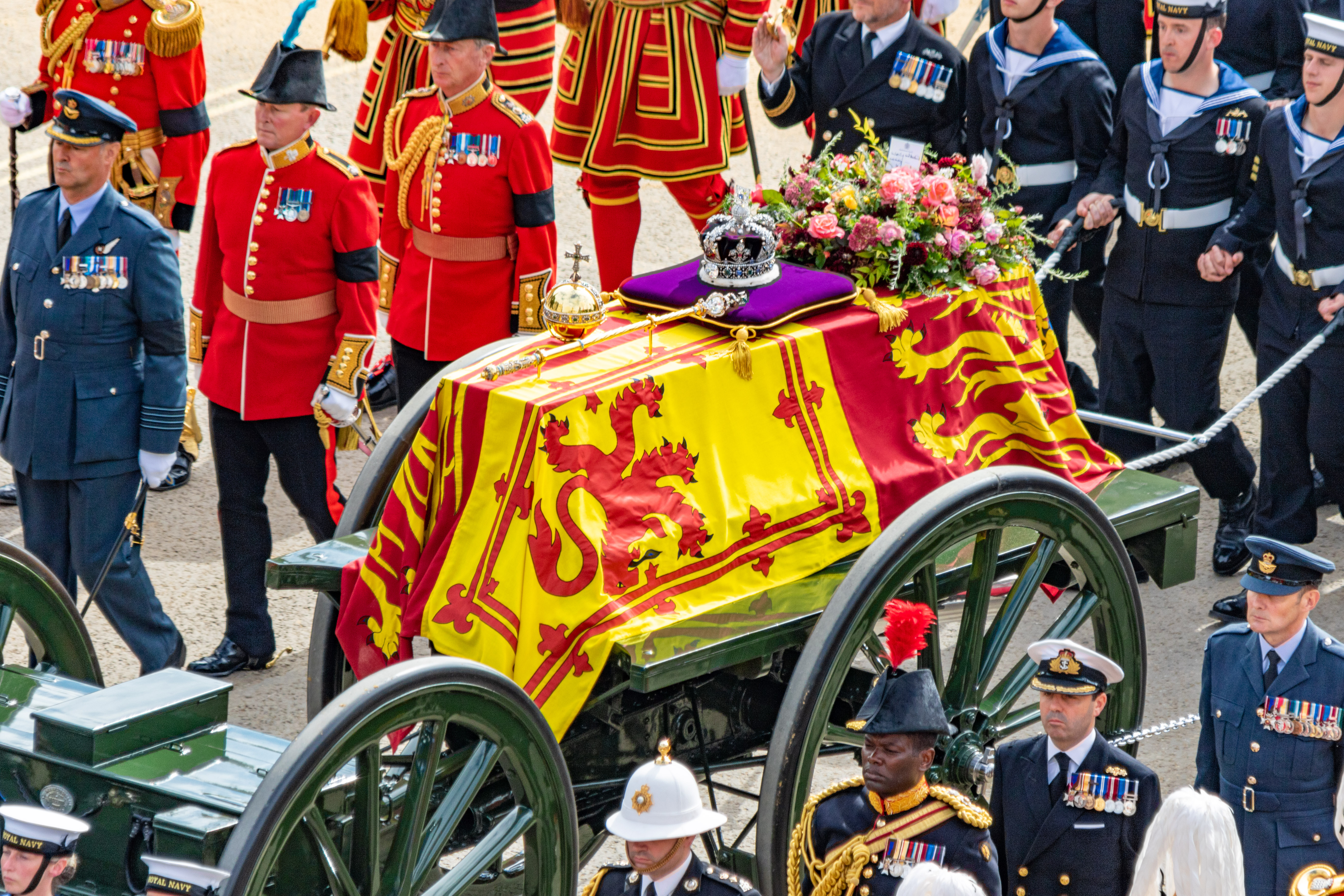
II. Erzsébet brit királynő temetése

- szeptember 2. – A G7-ek pénzügyminiszterei megállapodnak abban, hogy árplafont vezetnek be az orosz kőolajexportra.[134]
- szeptember 5. – Kunfehértó közelében összeütközik egy motorvonat és egy személyautó, a balesetben hét ember meghal.[135]
- szeptember 6. – Liz Truss külügyminiszter követi Boris Johnsont a brit miniszterelnöki pozícióban, miután előző nap a Konzervatív Párt vezetőjévé választották.[136]
- szeptember 8. – II. Erzsébet brit királynőt halála után fia, a 73 éves III. Károly követi a trónon.[137]
- szeptember 11. – Parlamenti választás Svédországban,[138] melyen a bevándorlásellenes szélsőjobboldali Svédországi Demokraták (SD) nevű párt a második helyen végzett a kormányon lévő szociáldemokraták mögött, míg a hagyományos jobboldalt képviselő Mérsékelt Párt a harmadik helyre szorult.[139] (A baloldali koalíció összességében alulmaradt a 349 tagú Riksdagban, mivel csak 173 helyet sikerült megszerezniük a jobboldal 176 helyével szemben.)[140]
- szeptember 14. – Bejelenti lemondását Svédország szociáldemokrata miniszterelnöke, Magdalena Andersson, miután a szeptember 11-én megtartott parlamenti választáson a jobboldali pártszövetség szerezte meg a többséget.[141] (Másnap hivatalosan is benyújtja lemondását Andreas Norlén házelnöknek.)[142]
- szeptember 15. – Életbe lép Pintér Sándor belügyminiszter abortusz-szabályozást módosító rendelete, amely Dúró Dóra javaslata alapján rögzíti, hogy a terhességmegszakítás előtt az állapotos nőknek meg kell hallgatnia gyermeke szívhangját.[143][144][145][146]
- szeptember 16. – Emberi jogi tüntetések robbannak ki országszerte a hidzsáb kötelező viselete és az Iráni Iszlám Köztársaság kormánya ellen, azt követően, hogy az erkölcsrendészet letartoztatta a 22 éves kurd Dzsina Mahsza Amínit (szeptember 13.), aki a rendőrőrsön életét vesztette.[147][148] (Feltehetően agyonverték, miután letartóztatták helytelen kendőhasználata miatt.)[149]
- szeptember 17. – Kaszim-Zsomart Tokajev kazah elnök aláírja azt a jogszabályt, amellyel a közép-ázsiai ország fővárosa, Nur-Szultan visszakapja korábbi nevét, Asztanát.[150] (A település 1997-ben vette át a fővárosi rangot Almatitól, és 2019-ben nevezték át Nur-Szultánra, egy nappal az után, hogy lemondott az államfői posztról Nurszultan Nazarbajev, aki a Szovjetunió 1991-es szétesése óta megszakítás nélkül vezette – önkényuralmi módszerekkel – az országot.)[151]
- szeptember 19. – II. Erzsébet brit királynő temetése.[152]
- szeptember 21. – Az Ukrajnától elfoglalt területek (Donbasz) védelme érdekében részleges katonai mozgósítást rendelt el Oroszországban Vlagyimir Putyin elnök.[153] (A bejelentést követően tüntetéshullám vette kezdetét Oroszország-szerte.)[154]
- szeptember 23–27. – Népszavazást tartanak az oroszok által megszállt ukrán területeken, az ukrajnai szakadár Donyecki és Luganszki Népköztársaság, valamint Herszon és Zaporizzsja megyék – orosz ellenőrzés alá került területeinek – Oroszországhoz való csatlakozásáról.[155] (A nyugati államok nem ismerik el az illegitimnek tekintett népszavazás eredményét.)[156]
- szeptember 25.
  - Olasz parlamenti választás, mely a jobbközép győzelmével zárul.[157]
  - Kubában népszavazást tartanak az új családjogi törvényről, amely legalizálja az azonos neműek házasságát.[158]
- szeptember 26. – Dán és a svéd földrengéskutatók erős lökéshullámokat észlelnek az Északi Áramlat 1 és 2 tenger alatti gázvezetékeknél.[159] (Az ismeretlen elkövetők a szándékos robbantással kilyukasztották a vezetékeket, amelyek üzemképtelenekké váltak. A kiszivárgó gáz környezetszennyezést okozott a tengerben és a légkörben.)[160]
- szeptember 27. – Eléri Kubát, majd Floridát is az Ian hurrikán. (A négyes erősségű hurrikánná fokozódó trópusi vihar hatalmas pusztítást okozott a térségben. A karibi szigetországban teljesen leállt a villamosenergia-szolgáltatás, míg az amerikai államban több mint 230 ezer háztartás esett ki a villamosenergia-hálózatból.)[161]
- szeptember 30. – Vlagyimir Putyin orosz elnök bejelenti az oroszok által megszállt ukrán területek annektálását.[162] (Az Európai Tanács tagjai „határozottan elutasították és elítélték” Oroszország döntését.[163] A rákövetkező hónapban a „csatlakozásáról” szóló szerződéseket előbb az orosz parlament alsóháza, az Állami Duma (október 3.),[164] majd a felsőház, a Szövetségi Gyűlés is ratifikálja (október 4.).[165] Mindezek után október 5-én Putyin aláírja az elcsatolásról szóló törvényt.)[166]

### Október
- október 1.
  - A Krišjānis Kariņš kormányfő vezette, kormányzó jobbközép párt, az Új Egység nyeri a parlamenti választásokat Lettországban a voksok közel 19%-ával,[167] míg a második helyen az ellenzéki Zöldek és Gazdálkodók Szövetsége végzett a voksok 12,8%-ával. (A harmadik helyen a – Lettországi Zöld Párt, a Lett Regionális Szövetség és a Liepaja Párt alkotta – regionális pártszövetség, az Egyesített Lista (AS) végzett 11%-kal.)[168][169]
  - Lázadó katonák egy csoportja megbuktatja Burkina Faso elnökét, Paul-Henri Sandaogo Damiba alezredest, és átveszik a hatalmat a nyugat-afrikai országban. (A puccsot vezető Ibrahim Traore parancsnok lett az ország új katonai vezetője, aki felfüggesztette az alkotmányt és az eddigi, átmeneti vezetésről szóló alapokmányt, feloszlatta a kormányt és a parlamentet, illetve az ország határainak lezárását és kijárási tilalmat rendelt el.)[170]
- október 1. – november 28. – Népszámlálás Magyarországon. (A népszámlálás eszmei időpontja 2022. október 1-je 0 óra.)[171]
- október 2.
  - Szoros eredménnyel zárul a brazil elnökválasztás első fordulója, ahol a baloldali Luiz Inácio Lula da Silva 48,4%-ot szerzett, míg a hivatalban lévő, szélsőjobboldali Jair Bolsonaro 43,2%-ot. Ők ketten jutnak tovább az október 30-ai második fordulóba.[172] (Az elnökválasztással együtt tartották a képviselőházi és szenátusi választásokat, valamint a szövetségi tagállamok kormányzóinak választásait.)[173]
  - Parlamenti választás Bosznia-Hercegovinában. (A két entitásból – a muszlim–horvát Boszniai Föderációból, illetve a Szerb Köztársaságból – álló országot vezető háromfős elnökségbe két szociáldemokrata reformer, a muszlim Denis Bećirović és a horvát Željko Komšić kerül be, a harmadik elnökségi tag a szerb Željka Cvijanović viszont a keményvonalas és függetlenségpárti erőket képviseli.)[174]
  - Bulgáriai parlamenti választás. (A korrupciós botrányok miatt 2021-ben távozni kényszerült egykori kormányfő, Bojko Boriszov vezette Polgárok Bulgária Európai Fejlődéséért (GERB) nevű jobbközép párt kapja a legtöbb voksot (25,4%), a júniusban bizalmatlansági indítvánnyal megbuktatott Folytatjuk a Változást (PP) nevű pártot pedig a szavazók 20%-a támogatta.)[175]
  - Ujhelyi István szocialista politikus, EP-képviselő bejelenti, hogy kilép a Magyar Szocialista Pártból.[176] (A párt felszólította Ujhelyit, hogy rendezze a párt felé felhalmozott tartozását, és adja vissza EP-mandátumát.)[177]
- október 9.
  - Ausztriában újraválasztják szövetségi elnökké Alexander Van der Bellent.[178]
  - Továbbra is a szociáldemokrata (SPD) Stephan Weil vezetheti Alsó-Szászország kormányát, miután pártja a szavazatok több mint 33%-ával az első helyen végzett a tartományi választáson. (Eddigi koalíciós partnere, a kereszténydemokrata CDU viszont jelentősen visszaesett – 28%-ról 22,5%-ra –, míg a Zöldek 14,5%-ra növelték támogatottságukat.)[179]
- október 13. – Egy évvel a 2021. októberi parlamenti választás után az iraki törvényhozásnak negyedszeri nekifutásra sikerül megválasztania a köztársasági elnököt a kurd Abdul Latif Rashid személyében.[180]
- október 16–22. – A Kínai Kommunista Párt XX. kongresszusa,[181] melyen tisztújítást hajtanak végre, és újraválasztják a főtitkári poszton Hszi Csin-pinget.[182]
- október 17. – A svéd parlament bizalmat szavaz a Mérsékelt Párt élén álló Ulf Kristersson vezette új kormánynak.[183] (A 23 miniszterből álló Kristersson-kormány másnap lépett hivatalba.)[184]
- október 20. – 44 napos regnálását követően bejelenti lemondását miniszterelnöki és pártelnöki tisztéről Liz Truss brit kormányfő. (A Konzervatív Párt éléről azonnali hatállyal távozik, kormányfői székében viszont mindaddig marad, amíg utódját meg nem választják.[185] Távozásának kiváltó oka a módosabbak számára jelentős adócsökkentést tartalmazó mini-költségvetés kiadása volt, melyet nem sokkal később az újonnan kinevezett pénzügyminiszter, Jeremy Hunt visszavont.)[186]
- október 22.
  - Hivatalba lép Giorgia Meloni olasz miniszterelnök és kormánya. (Giorgia Meloni az első női kormányfő Olaszországban.)[187]
  - Az MSZP tisztújító kongresszusa, melyen Kunhalmi Ágnes mellé a párt új társelnökévé – Tóth Bertalant váltva ezen a poszton – Komjáthi Imrét választják.[188]
- október 23. – Az elnökválasztás első fordulója Szlovéniában.[189]
- október 25.
  - A lemondott Liz Truss helyett Rishi Sunak lesz az Egyesült Királyság miniszterelnöke.
  - Részleges napfogyatkozás Európa, Északkelet-Afrika, a Közel-Kelet és Nyugat-Ázsia felett.
- október 27. – Az áprilisban indult felvásárlási folyamat lezárásával Elon Musk lesz a Twitter tulajdonosa és vezérigazgatója.[190]
- október 28. – Az Ukrajna területén fennálló fegyveres konfliktusra, illetve humanitárius katasztrófára hivatkozva, valamint ezek magyarországi következményeinek az elhárítása és kezelése ürügyén a magyar kormány – november 1-jével kezdődően, 30 nap időtartamra – ismételten veszélyhelyzetet hirdet.[191]
- október 29. – 156 ember veszti életét Szöulban egy halloweeni utcafesztiválon kialakult tömegtumultusban.[192]
- október 30. – Szoros eredménnyel zárul a brazil elnökválasztás második fordulója, melyen a szavazatok 50,9%-ával – a baloldali Munkáspárt színeiben induló – Luiz Inácio Lula da Silva végez az első helyen, a hivatalban lévő Jair Bolsonaróval szemben. (Biktatására 2023. január 1-jén kerül sor.)[193]

### November
- november 1.
  - Parlamenti választás Izraelben, amelyen a Benjámín Netanjáhú vezette jobboldali-vallásos blokk 64 mandátumot szerzett a 120 fős Kneszetben. (Netanjáhú jobboldali Likud pártja 32 helyet szerzett, míg Jaír Lapid miniszterelnök centrista Van Jövő pártja 24 képviselői helyet szerzett. A harmadik legnagyobb parlamenti erő a Vallásos Cionizmus nevű pártszövetség lett 14 parlamenti hellyel.)[194]
  - Parlamenti választás Dániában.
- november 8. – Félidős kongresszusi választás az USA-ban, ahol a képviselőház összes, 435 tagjáról és a százfős szenátus 34 helyéről döntenek.[22]
- november 11. – Az ukrán erők visszafoglalják az orosz megszállóktól Herszon megye központját, Herszon városát. (Az ukrán ellentámadást megelőzően az orosz csapatok a Dnyeper keleti partjára evakuálták a város lakosságának egy részét.)[195]
- november 13. – A szlovén elnökválasztás második fordulója, melynek győztese Nataša Pirc Musar lett.[196]
- november 14. – Gulyás Gergely Miniszterelnökséget vezető miniszter bejelenti, hogy lemond Palkovics László technológiai és ipari miniszter és megszűnik a Technológiai és Ipari Minisztérium, melynek feladatait a gazdaságfejlesztési, az építési és beruházási, illetve a kulturális és innovációs tárcák veszik át, valamint önálló energiaügyi minisztérium jön létre, melyet december 1-től Lantos Csaba vezet.[197]
- november 15.
  - A világ népessége eléri a 8 milliárd főt.[198]
  - Rakétabecsapódás következtében két lengyel állampolgár meghal a lengyelországi Przewodów falu mellett, a lengyel–ukrán határ közelében. A 2022-es ukrajnai orosz invázió során ez volt az első alkalom, hogy egy NATO-tagállamot ért támadás. (Bár az első hírek orosz rakétáról számoltak be, Andrzej Duda lengyel és Joe Biden amerikai elnök, valamint Jens Stoltenberg NATO-főtitkár is úgy nyilatkozott, hogy valószínűleg egy orosz gyártmányú ukrán légvédelmi rakéta okozhatta a robbanást, de ezt az ukrán fél nem ismerte el.)[199][200]

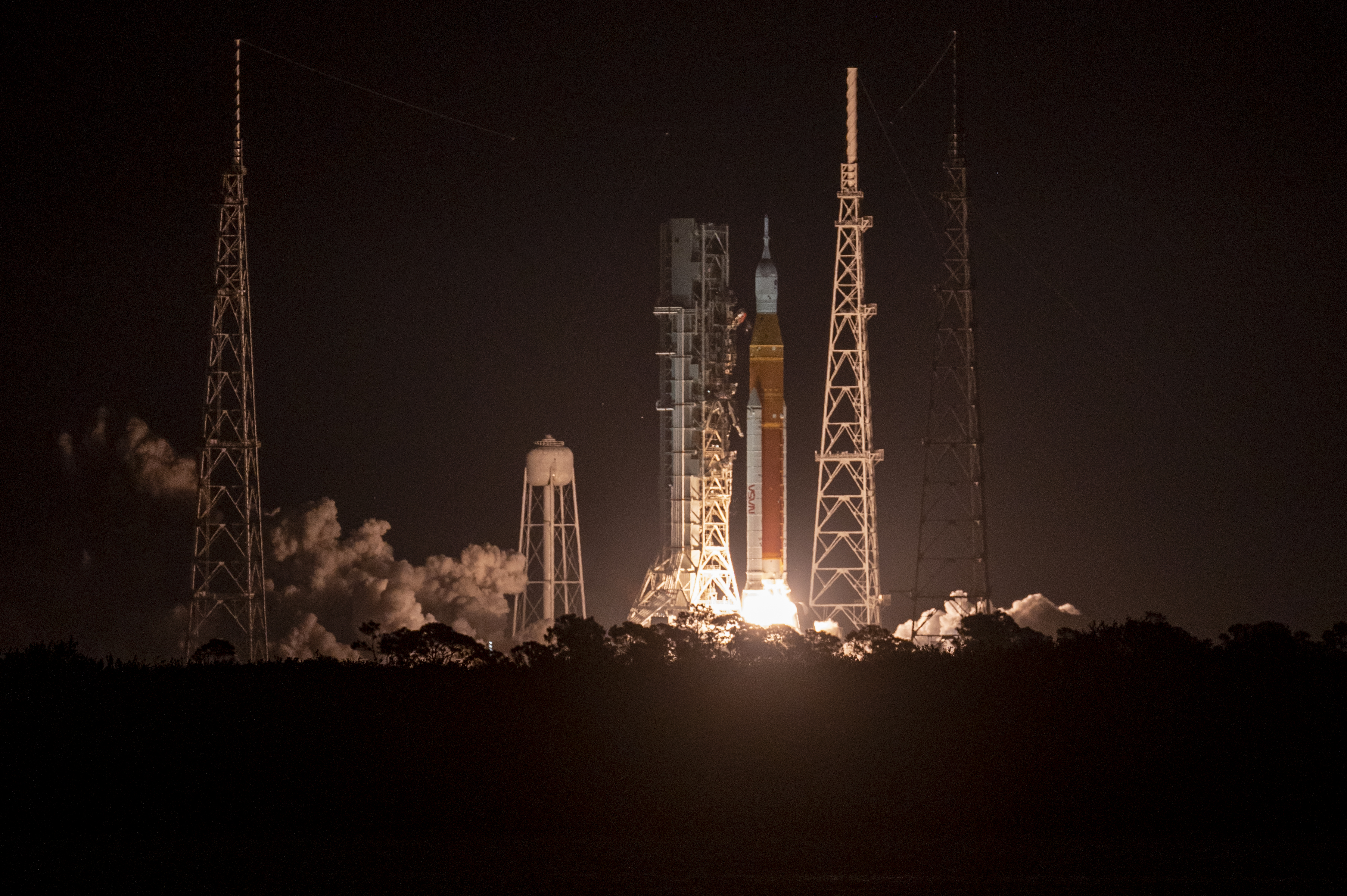
Az Artemis-program első űrrepülése, az Artemis I indítása

- november 16. – Elindítják az Artemis I-et, az Artemis-program első ember nélküli, Hold-kerülő űrrepülését.[201]
- november 20. – Kazahsztánban az előrehozott elnökválasztáson a hivatalban lévő államfőt, Kaszim-Zsomart Kemeluli Tokajevet választják újra elnökké.[202]
- A BKV Zrt. Nyugdíjazza az Ikarus 260-asokat, 280-asokat, 405-ösöket, 415-ösöket és a 435-ösöket is.
- november 30. – Az Elon Musk által alapított OpenAI Alapítvány közrreadja a ChatGPT chatbot korai fázisban levő termék mintáját.[203]

### December

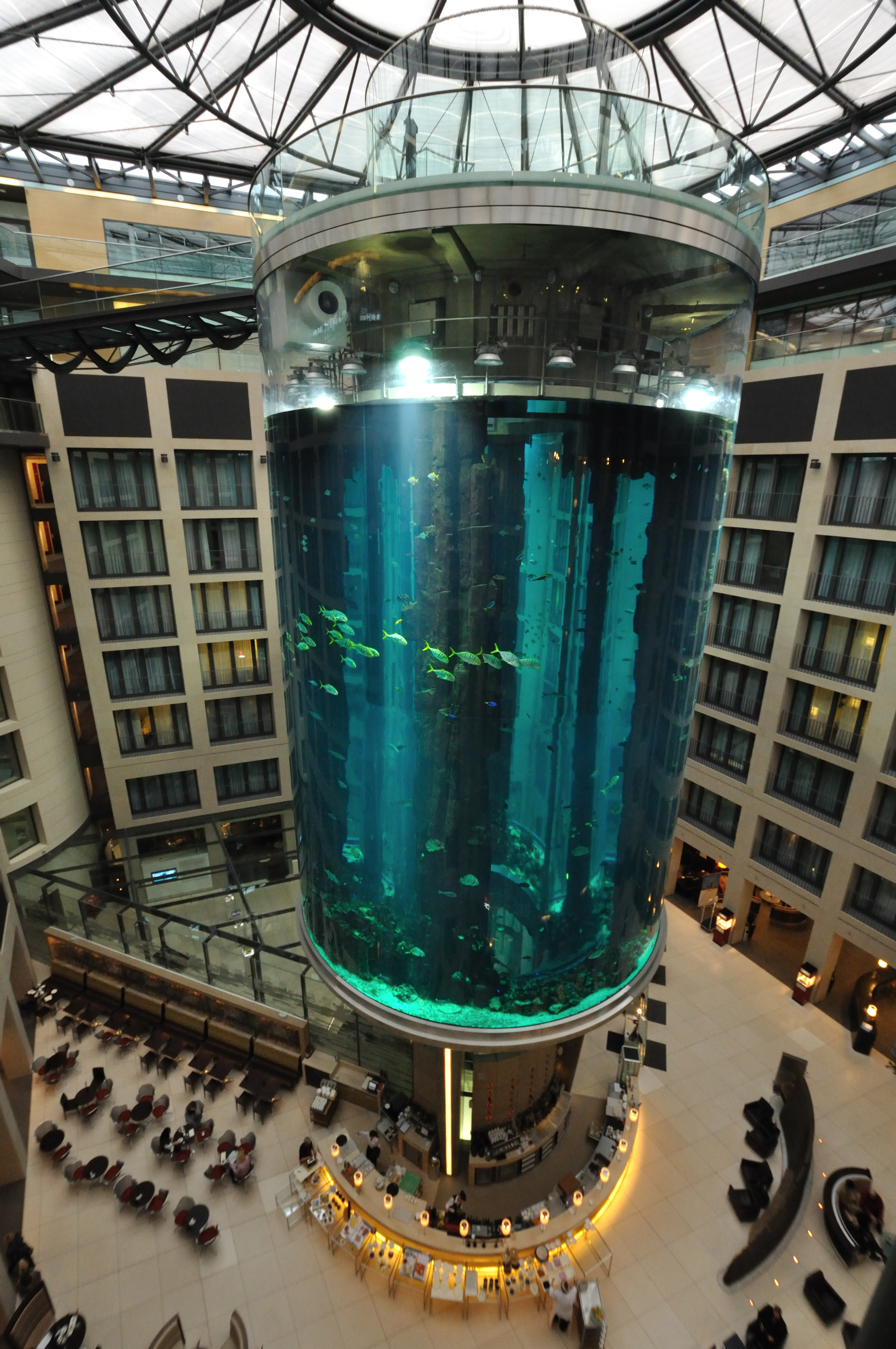
A berlini AquaDom

- december 5. – Szokatlanul éles kritikát fogalmaz meg a kormány gazdaságpolitikájával szemben a Magyar Nemzeti Bank elnöke, Matolcsy György a parlament gazdasági bizottsága előtt. (A jegybank elnöke úgy fogalmazott, „ha továbbra is úgy teszünk, mintha nem lennének nagyon kedvezőtlen makrogazdasági folyamatok Magyarországon, akkor nem hozunk meg olyan döntéseket, amelyek szükségesek ahhoz, hogy folytassuk a felzárkózási politikát”.)[204]
- december 6. – A kormány megszünteti az üzemanyagár-stoppot.[205] (A hatósági ár bevezetésére 2021. november 15-én került sor,[206] amely többszöri hosszabbítás követően ez év december 31-ig szólt.)[207]
- december 14. – Koszovó EU-csatlakozási kérelmet nyújt be.[208]
- december 15.
  - Bosznia-Hercegovina az Európai Unió tagjelöltje lett.[209]
  - Megbukik a parlamenti bizalmi szavazáson az Eduard Heger vezette szlovák kormány.[210]
- december 16.
  - Zuzana Čaputová szlovák államfő visszahívja a bizalmi szavazáson vesztes kisebbségi kormányt, és megbízza a hivatalban lévő miniszterelnököt, Eduard Hegert az ügyvezetői feladatok ellátásával. (Az államfő a következő év január végéig szab határidőt a parlamentnek, hogy megteremtse az alkotmányos feltételeket egy új választás előrehozatalához.)[211]
  - Berlinben szétrobban az AquaDom nevű egymillió literes akvárium a Radisson Collection szállodában.[212]
- december 17.
  - Bukarestben az érintett országok képviselői aláírják az Azerbajdzsánból Grúzián és Románián keresztül Magyarországra áramot szállító villamosenergia-hálózatról szóló szerződést.[213]
  - Parlamenti választás Tunéziában,[214] amelyen 9%-nál is alacsonyabb volt a részvétel. (Az ellenzék bojkottálja a voksolást.)[215]
- december 21. – Kezdetét veszi egy öt napos hóvihar Észak-Amerikában, aminek következtében 91 személy veszti életét és több millió háztartás marad áram nélkül.[216]
- december 29. – Izraelben megalakul Benjamin Netanjahu hatodik, koalíciós kormánya.[217]
- december 31. – Kilencvenöt éves korában, a vatikáni Mater Ecclesiae (Egyház Anyja) kolostorban meghal XVI. Benedek emeritus pápa.[218] (Temetésére 2023. január 5-én kerül sor. A szertartást Ferenc pápa vezeti.)[219]

## Az év témái

### Kiemelt témák és évfordulós emlékévek 2022-ben

#### Kiemelt témák
- Covid19-pandémia
- 2022-es téli olimpiai játékok
- 2022-es orosz invázió Ukrajna ellen
- 2022-es magyarországi országgyűlési választás
- II. Erzsébet brit királynő halála és temetése
- 2022-es labdarúgó-világbajnokság
- Ikarus 260, 280, 405, 415, 435 búcsú Budapesten

#### Évszázados évfordulók
- január 3. – Nemes Nagy Ágnes Kossuth-díjas magyar költő születésének 100. évfordulója
- január 15. – Molière francia drámaíró születésének 400. évfordulója.
- január 21. – Telly Savalas kétszeres Golden Globe-díjas amerikai színész születésének 100. évfordulója
- február 5. – Szepesi György magyar rádiós sportkommentátor, újságíró születésének 100. évfordulója
- február 10. – Göncz Árpád József Attila-díjas magyar író, műfordító és politikus, a rendszerváltás utáni első magyar köztársasági elnök születésének 100. évfordulója
- március 3. – Hidegkuti Nándor magyar labdarúgó, az Aranycsapat kiemelkedő csatára születésének 100. évfordulója
- március 12. – Jack Kerouac amerikai író születésének 100. évfordulója
- március 13. – Irinyi József magyar hírlapíró, műfordító, országgyűlési képviselő, a Márciusi ifjak tagja születésének 200. évfordulója
- március 18. – Pécsi Sándor kétszeres Kossuth-díjas magyar  színész születésének 100. évfordulója
- március 23. – Ugo Tognazzi olasz színész, rendező születésének 100. évfordulója
- április 1. – IV. Károly magyar király halálának 100. évfordulója
- április 3. – Doris Day Grammy-díjas amerikai énekesnő, színésznő születésének 100. évfordulója
- április 24. – az Aranybulla kiadásának 800 éves évfordulója[220]
- június 10. – Judy Garland Golden Globe-díjas amerikai színésznő, énekesnő születésének 100. évfordulója
- június 19. – Aage Niels Bohr Nobel-díjas dán fizikus születésének 100. évfordulója
- július 10. – Jake LaMotta amerikai ökölvívó születésének 100. évfordulója
- augusztus 2. – Agárdy Gábor Kossuth- és kétszeres Jászai Mari-díjas magyar színész, a nemzet színésze születésének 100. évfordulója
- szeptember 8. – Tomanek Nándor kétszeres Jászai Mari-díjas magyar színész születésének 100. évfordulója
- október 7. – Polcz Alaine magyar író, pszichológus születésének 100. évfordulója
- október 22. – Orlai Petrich Soma magyar festő születésének 200. évfordulója
- október 23. – Bálint Ágnes magyar író, szerkesztő, dramaturg születésének 100. évfordulója
- október 27. – Michel Galabru francia színész születésének 100. évfordulója
- október 30. – Gárdonyi Géza magyar író, költő, drámaíró, újságíró, pedagógus halálának 100. évfordulója
- november 11. – Kurt Vonnegut amerikai író születésének 100. évfordulója
- november 16. – José Saramago portugál író születésének 100. évfordulója
- december 4. – Gérard Philipe francia színész születésének 100. évfordulója
- december 24. – Ava Gardner amerikai színésznő születésének 100. évfordulója
- december 28. – Stan Lee amerikai író, szerkesztő, a Marvel Comics egykori elnöke születésének 100. évfordulója

### 2022 a sportban
- február 4–február 20. – Pekingben rendezik a 2022-es téli olimpiai játékokat.[221]
- február 11.  – 2036-ig szerződést hosszabbított Bahrein az F1-gyel.[222]
- február 18. – 2026-ig szerződést hosszabbított Austin az F1-gyel.[223]
- február 25. – Az F1 és FIA közösen úgy döntött, hogy törlik az idei Orosz Nagydíjat, amiért Oroszország megtámadta Ukrajnát.[224][225]
- február 26. – A WTCR törölte az oroszországi fordulót az orosz-ukrán háború miatt.[226]
- március 3. – Max Verstappen 2028-ig szerződést hosszabbított a Red Bull-lal.[227]
- március 7. – 2025-ig szerződést hosszabbított Imola az F1-gyel.[228]
- március 9. – A dán Kevin Magnussen váltja a Haastól menesztett Nikita Mazepint.[229]
- március 17. – Pozitív koronavírus teszt miatt Sebastian Vettelnek ki kell hagynia a Bahreini Nagydíjat  helyette Nico Hülkenberget indítja az Aston Martin.[230]
- március 25. – Sebastian Vettelnek ki kell hagynia a Szaúd-Arábiai Nagydíjat is koronavírus fertőzése miatt.[231]
- március 26. – Mick Schumacher nem indul a Szaúd-Arábiai Nagydíjon a komoly balesete után az időmérőn.[232]
- március 27. – Az AlphaTauri pilótája, Cunoda Júki nem fog tudni elrajtolni a 2022-es Formula–1 szaúd-arábiai nagydíjon, miután a rajtrácsra kivezető körön megállt alatta az AT03.[233]
- március 31. – A Formula–1 magyar idő szerint csütörtök hajnalban bejelentette, jövő novemberben újabb esti, utcai futam kap helyet a versenynaptárban. Las Vegas harmadik amerikai helyszínként csatlakozik a száguldó cirkuszhoz.[234]
- április 21. – Carlos Sainz 2024-ig szerződést hosszabbított a Ferrarival.[235]
- május 6–8. – A Formula–1 gyorsaságiautóverseny-sorozatban bemutatkozik a Miami Nagydíj.[236]
- május 31. – Sergio Pérez 2024-ig szerződést hosszabbított a Red Bull-lal.[237]
- június 16. – 2035-ig szerződést hosszabbított Melbourne az F1-gyel.[238]
- június 18.–július 3. – Magyarország ad otthont az – eredetileg Fukuokában májusra tervezett, 2021-ről az idei évre halasztott – úszó-világbajnokságnak.[239]
- november 20.–december 18. – A házigazda Katar válogatottjának mérkőzésével kezdetét veszi a 22. labdarúgó-világbajnokság, amelyen 32 csapat vesz részt.[240]

### 2022 a légi közlekedésben
- március 21. – Kínában lezuhan a China Eastern Airlines 5735-ös járata. A 123 utas és 9 fő személyzet életét veszíti.[241]

### 2022 a filmművészetben
- március 27. – Megrendezik a 94. Oscar-gálát a Dolby Színházban Los Angelesben.[242]

### 2022 a televízióban
- január 18. – 3 évad után megszüntették a Mintaapák című vígjátéksorozatot „gyenge nézettségre” hivatkozva.[243]
- január 31. – Elindult az RTL Klubon a Hotel Margaret című krimi-vígjátéksorozat.[244]
- március 12. – Véget ér A tanár című televíziós sorozat az RTL Klubon.[245][246]
- március 19. – Az RTL Klub bemutatja A Séf meg a többiek című sitcom sorozatát.[247][248]
- március 20. – Az RTL Klub bemutatja Volodimir Zelenszkij, az ukrán elnök főszereplésével készült A nép szolgája című vígjátéksorozatot.[249]
- március 24. – A Sony Max és a Sony Movie Channel új néven folytatják, előbbi VIASAT2, utóbbi VIASAT FILM néven sugároz majd tovább.[250]
- március 31. – Megszűnik másodjára az MTV Hungary adása és a reklámmentes MTV Europe veszi át a helyét.[251][252][253]
- április 10. – A TV2 bemutatja a Pepe című vígjátéksorozatot.[254][255]
- április 14. – A Jóban Rosszban című, hosszú életű szappanopera megszűnése Magyarországon.[256][257][258][259]
- május 1. – Elindul az első magyar nyelvű tematikus zenecsatorna, a Jazz TV.[260][261]
- június 1. – Az RTL Gold újra műsorra tűzi a Barátok közt című sorozatot, egészen az 1. epizódtól.[262]
- július 11. – Megszűnik a Pesti TV rossz nézettség miatt.[263][264]
- augusztus 5. – Megszűnnek a DIGI Sport csatornák veszteséges működés miatt és elindul a Network4 második sportcsatornája, a Match4.[265]
- szeptember 1. – Megszűnik a DIGI Animal World, a DIGI Life, a DIGI World, a Film Now, a H!T Music Channel és a Music Channel csatorna veszteséges működtetés miatt.[266]
- október 14. – A Testvérek című török televíziós sorozat elindulása Magyarországon, a TV2-n.
- október 22. – Nevet vált az RTL Klub, így 25 év után új neve csak RTL lesz, míg az RTL Klub HD a továbbiakban RTL HD lesz.[267]
- október 28. – Átalakítják az RTL+-t filmcsatornává, mely RTL Három néven folytatja tovább a működését.[267]
- november 20. – Az RTL II csatorna megváltoztatja nevét, és RTL Kettő néven folytatja adását.[267]
- december 10. – 5 év után arculatot cserél az RTL Gold, de a név megmaradt.[268]
- december 19. – Arculatot vált a Mozi+, ezzel lecserélte a 6 éven keresztül használt arculatát.[269]

### 2022 a zenében
- március 22. – Megjelenik a Soft Cell és a Pet Shop Boys közös kislemeze, a Purple Zone.[270]
- április 3. – Megrendezésre kerül a 64. Grammy-gála, amin az év albuma díjat a Jon Batiste We Are lemeze nyeri, míg az év felvétele és az év dala díjakat is a Silk Sonic Leave the Door Open száma kapja meg.
- május 14. – Ukrajna nyeri az Eurovíziós Dalfesztivált.[271]
- július 25. – Hivatalossá válik, hogy az Egyesült Királyság rendezi a 2023-as Eurovíziós Dalfesztivált az előző győztes Ukrajna helyett.[272][273]
- szeptember 23. – Megjelenik a The Rasmus új albuma Rise címmel.[274]
- augusztus 30. – A Pixies együttes koncertje a Budapest Parkban.

Albumok
- Kovács Ákos: Magunk maradtunk
- Avril Lavigne: Love Sux
- Alexandra Stan: Rainbows
- Alicia Keys: Santa Baby
- Calvin Harris: Funk Wav Bounces Vol. 2
- The Black Eyed Peas: Elevation
- Chris Brown: Breezy
- Example: We May Grow Old But We Never Grow Up
- DJ BoBo: Evolut30n
- Ethel Cain: Preacher’s Daughter
- Madonna: Finally Enough Love: 50 Number Ones
- Backstreet Boys: A Very Backstreet Christmas
- Halász Judit: Miénk a Világ!
- Sean Kingston: Road to Deliverance
- Sean Paul: Scorcha
- Martin Garrix: Sentio
- Blue: Heart & Soul
- Blackpink: Born Pink
- Ne-Yo: Self Explanatory
- Jack Harlow: Come Home The Kids Miss You
- Zoltán Erika: 60.
- Five: Time
- Red Hot Chili Peppers: Unlimited Love / Return of the Dream Canteen
- Sarah Connor: Not So Silent Night
- Snoop Dogg: BODR
- Craig David: 22
- Christina Aguilera: Aguilera
- Taylor Swift: Midnights
- Swedish House Maffia: Paradise Again
- Beyoncé: Renaissance
- Bryan Adams: So Happy It Hurts / Pretty Woman
- Vanessa Amorosi: City of Angels
- Twice: Celebrate
- Rammstein :  Zeit

### 2022 természeti katasztrófái
- január 15. – Vulkánkitörés és cunami Tongán.[275]
- március 16. – 7,3-es erősségű földrengés Japánban, Fukusima közelében.[276]
- július 27. – 7,1-es erősségű földrengés a Fülöp-szigeteki Luzon szigeten.[277]
- november 27. – 38 évnyi inaktivitást követően kitört a Mauna Loa, a Föld legnagyobb működő tűzhányója.[278]
- december 21–26. – történelmi jelentőségű, több mint 90 halálozást okozó hóvihar Észak-Amerikában

### 2022 a tudományban
- július 12. – Közzéteszik az űrbe 2021 karácsonyán elindított, a Földtől 1,5 millió kilométerre lévő James Webb űrtávcső által készített első felvételt.[279]

### 2022 a kriminalisztikában
- június 22. – A Fővárosi Ítélőtábla a 2013. szeptember 25-én elkövetett soroksári gyilkosság ügyében jogerősen életfogytiglani szabadságvesztésre ítéli Rakovec Szilvesztert, aki legkorábban 40 év letöltése után bocsátható feltételes szabadságra, ezzel a másodfokú bíróság súlyosbította az első fokon eljáró Fővárosi Törvényszék ítéletét, amely szerint Kardosné Gyurik Krisztina gyilkosa 35 év után szabadulhatott volna feltételesen.[280]
- július 8. – Meggyilkolják Abe Sinzó volt japán miniszterelnököt.[281]
- október 6. – Tüzet nyit, majd késsel támad áldozataira egy thaiföldi óvodai gyermekmegőrzőben egy volt rendőr, aki összesen 37 embert – köztük 24 gyermeket – ölt meg az ország északkeleti tartományában. (A támadó hazament, és megölte a feleségét, a gyerekét, majd magával is végzett.)[282]

## Halálozások 2022-ben
- január 1. – Homonnay Gergely magyar tanár, író, újságíró, politikai aktivista (* 1969)
- január 2. – Eric Walter Elst belga csillagász (* 1936)
- január 4. – Dobos Attila magyar zeneszerző, táncdalénekes, fogorvos (* 1941)
- január 6.
  - Peter Bogdanovich amerikai filmrendező, forgatókönyvíró, producer, színész, író (* 1939)
  - Sidney Poitier Oscar-díjas amerikai színész, filmrendező (* 1927)
- január 11. – David Sassoli olasz újságíró, politikus, az Európai Parlament elnöke (2019–2022) (* 1956)
- január 13. – Jean-Jacques Beineix francia filmrendező (* 1946)
- január 16. – Ibrahim Boubacar Keïta mali politikus (* 1945)
- január 19. – Gaspard Ulliel francia színész (* 1984)
- január 20. – Meat Loaf Grammy-díjas amerikai rockénekes, színész (* 1947)
- január 24. – Csollány Szilveszter magyar olimpiai, világ- és Európa-bajnok tornász (* 1970)
- február 2. – Monica Vitti olasz színésznő (* 1931)
- február 4. – Nagy Bálint Kossuth- és Ybl Miklós-díjas magyar építész (* 1949)
- február 12. – Ivan Reitman csehszlovák származású kanadai filmrendező, producer (* 1946)
- február 17. – Fenyvesi Máté Európa-bajnoki bronzérmes magyar labdarúgó, politikus (* 1933)
- február 23. – Lippai László magyar színművész (* 1959)
- március 4. – Marosi Paula olimpiai bajnok magyar vívó (* 1936)
- március 6. – Korondi Margit kétszeres olimpiai bajnok magyar tornász (* 1932)
- március 13. – William Hurt Oscar-díjas amerikai színész (* 1950)
- március 21. – Raduly József  labdarúgó, edző (* 1927)
- március 23. – Madeleine Albright amerikai politikus, külügyminiszter (1997–2001) (* 1937)
- március 25. – Taylor Hawkins amerikai rockzenész, a Foo Fighters dobosa (* 1972)
- március 29. – Hildebrand István Kossuth-díjas magyar operatőr, rendező a nemzet művésze (* 1928)
- április 11. – Görgey Gábor Kossuth-díjas magyar író, költő, műfordító, dramaturg, rendező, miniszter (* 1929)
- április 21. – Markó Iván Kossuth-díjas magyar táncművész, koreográfus, balettigazgató (* 1947)
- május 1. – Bradányi Iván magyar dalszövegíró, műfordító, író (* 1930)
- május 6. – Berki Krisztián magyar labdarúgó, influenszer (* 1980)
- május 17. – Vangelis Oscar-díjas görög zeneszerző (* 1943)
- május 25. – Gyarmathy Lívia Kossuth-díjas magyar filmrendező (* 1932)
- május 26.
  - Ray Liotta amerikai színész (* 1954)
  - Andrew Fletcher angol billentyűs, DJ és a Depeche Mode alapítója (* 1961)
- május 28. – Haumann Péter Kossuth-díjas magyar színművész, a nemzet színésze (* 1941)
- június 1. – Szőke István válogatott magyar labdarúgó (* 1947)
- június 2. – Falus Ferenc magyar politikus, orvos, Országos tisztifőorvos (2007-2010) (* 1950)
- június 4. – Moldova György Kossuth- és kétszeres József Attila-díjas, magyar író (* 1934)
- június 17. – Jean-Louis Trintignant francia színész (* 1930)
- július 6. – James Caan amerikai színész (A Keresztapa) (* 1940)
- július 7. – Berecz János magyar politikus (* 1930)
- július 8. – Abe Sinzó Japán volt miniszterelnöke (2006–2007 és 2012–2020 között) (* 1954)
- július 9. – Törőcsik András magyar válogatott labdarúgó (* 1955)
- július 24. – David Warner angol színpadi és filmszínész (* 1941)
- július 28. – Kardos József magyar válogatott labdarúgó (* 1960)
- augusztus 8. – Olivia Newton-John négyszeres Grammy-díjas angol-ausztrál énekesnő, színésznő (* 1948)
- augusztus 11. – Anne Heche amerikai színésznő (* 1969)
- augusztus 12. – Wolfgang Petersen német filmrendező (* 1941)
- augusztus 30.
  - Mihail Szergejevics Gorbacsov szovjet politikus, az SZKP főtitkára és a Szovjetunió elnöke (* 1931)
  - Don Leslie Lind amerikai fizikus, pilóta, űrhajós (* 1930)
- szeptember 7. – Valerij Vlagyimirovics Poljakov szovjet-orosz űrhajós, orvos (* 1942)
- szeptember 8. – II. Erzsébet brit királynő (* 1926)
- szeptember 13. – Jean-Luc Godard francia filmrendező (* 1930)
- szeptember 14.
  - Wittner Mária 1956-os forradalmár, országgyűlési képviselő  (* 1937)
  - Irene Papas görög színésznő, énekesnő (* 1929)
- szeptember 21. – Bodó Andrea olimpiai bajnok magyar tornász, sportvezető (* 1934)
- szeptember 23. – Louise Fletcher Oscar- és Golden Globe-díjas amerikai színésznő (* 1934)
- szeptember 28. – Coolio amerikai rapper, színész, producer (* 1963)
- október 2. – Szakcsi Lakatos Béla Kossuth-díjas magyar zongoraművész és zeneszerző, a nemzet művésze (* 1943)
- október 11. – Angela Lansbury Golden Globe-díjas brit színésznő (* 1925)
- október 14.
  - Robbie Coltrane BAFTA-díjas skót színész, humorista és író (* 1950)
  - Ralf Wolter – német színész (* 1926)
- október 18. Claes Oldenburg svéd-amerikai szobrász (* 1929)
- október 22. – Dietrich Mateschitz osztrák üzletember (* 1944)
- október 28. – Jerry Lee Lewis amerikai zongorista, énekes, dalszövegíró és zeneszerző (* 1935)
- november 21. – Mészöly Kálmán magyar válogatott labdarúgó, szövetségi kapitány (* 1941)
- november 23. – Béres János Kossuth-díjas magyar furulyaművész, zenepedagógus (* 1930)
- november 27. – Csapó Gábor olimpiai bajnok, 272-szeres magyar válogatott vízilabdázó (* 1950)
- november 29. – Öveges Enikő nyelvész (* 1968)
- november 30. – Csiang Cö-min korábbi kínai elnök (* 1926)
- december 3. – Hegedüs Zsuzsa magyar szociológus, filozófus (* 1946)
- december 5. – Kirstie Alley Golden Globe-díjas amerikai színésznő (* 1951)
- december 7. – Kertész Ákos Kossuth-díjas magyar író, filmdramaturg (* 1932)
- december 11. – Angelo Badalamenti amerikai zeneszerző (Twin Peaks, Kék bársony) (* 1937)
- december 12. – Mirosław Hermaszewski lengyel űrhajós (* 1941)
- december 15. – Bányai István grafikus (* 1949)
- december 16. – Siniša Mihajlović szerb labdarúgó, labdarúgóedző (* 1969)
- december 23. – Bak Imre Kossuth-díjas magyar festő, a nemzet művésze (* 1939)
- december 29.
  - Varga János olimpiai bajnok magyar birkózó, a nemzet sportolója (* 1939)
  - Pelé háromszoros világbajnok brazil labdarúgó (* 1940)
  - Ruggero Deodato olasz forgatókönyvíró, filmrendező (* 1939)
- december 30. – Duray Miklós felvidéki magyar író, politikus, egyetemi tanár (* 1945)
- december 31. – XVI. Benedek pápa a római katolikus egyház feje 2005 és 2013 között (* 1927)

## Nobel-díjak és Nobel-díjasok
| Fizikai                     | Alain Aspect, John F. Clauser, Anton Zeilinger              |
| Kémiai                      | Carolyn R. Bertozzi, Morten P. Meldal, Karl Barry Sharpless |
| Orvosi-élettani             | Svante Pääbo                                                |
| Irodalmi                    | Annie Ernaux                                                |
| Béke                        | Alesz Bjaljacki, Memorial, Polgári Szabadságjogok Központja |
| Közgazdasági Nobel-emlékdíj | Ben Bernanke, Douglas Diamond, Philip Dybvig                |